# John Balsir Chatterton
John Balsir Chatterton   (Portsmouth, 25 de novembre de 1804 - Portman Square, 9 d'abril de 1871) fou un arpista anglès.

## Biografia
John Balsir Chatterton va néixer a Portsmouth, fill de Mary Callée i de John Chatterton, un "professor de música". Era el tercer més gran de vuit germans i tres germanes. Va arribar a Londres i va estudiar l'arpa amb Bochsa i Labarre, succeint al primer com a professor a la Royal Academy of Music. La seva primera aparició a Londres va tenir lloc en un concert donat per Aspull el 1824. Chatterton es va casar amb Eliza Davenport Latham l'1 d'agost de 1835 i van tenir cinc fills. El 1842 va rebre el nomenament d'arpista de la reina Victòria. La seva última actuació pública a Windsor va ser amb motiu del matrimoni de la princesa Lluïsa. Va morir després de dos dies de malaltia a "Portman Square", Londres, el 9 d'abril de 1871 i va ser enterrat a Kensal Green.
Chatterton va escriure una quantitat considerable de música d'arpa, principalment formada per fantasies i arranjaments. Com a intèrpret, els seus talents van quedar eclipsats pels del seu germà petit, Frederick Chatterton. El seu nebot F. B. Chatterton (1834-1886) va ser l'arrendatari del Theatre Royal, Drury Lane des del 1866 fins al 1879.

## Obres seleccionades
- "Brillant Fantasia, introduint melodies italianes"
- "Déu salvi la reina, amb variacions"
- "Introducció i variacions sobre" Cess Your Funning"[2]
- "Recordacions de l'Encantadora, fantasia per a arpa"[3]

## Reconeixement
Aquest article incorpora text d'una publicació que ja és de domini públic: Squire, William Barclay (1887). "Chatterton, John Balsir". A Stephen, Leslie (ed.). Diccionari de biografia nacional. 10. Londres: Smith, Elder & Co.